# Офицерская воздухоплавательная школа

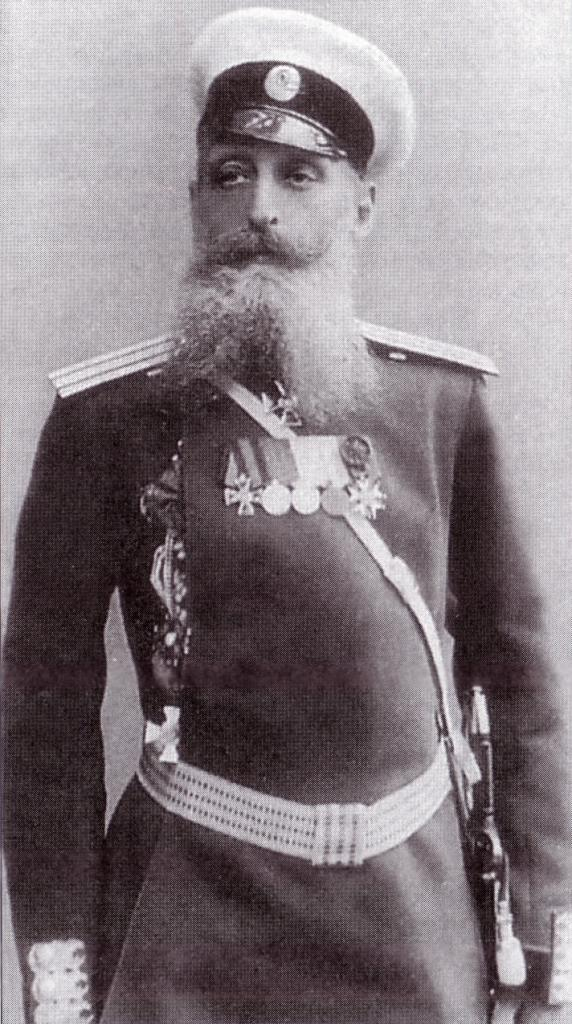
Александр Матвеевич Кованько, Санкт-Петербург, 1904 год.

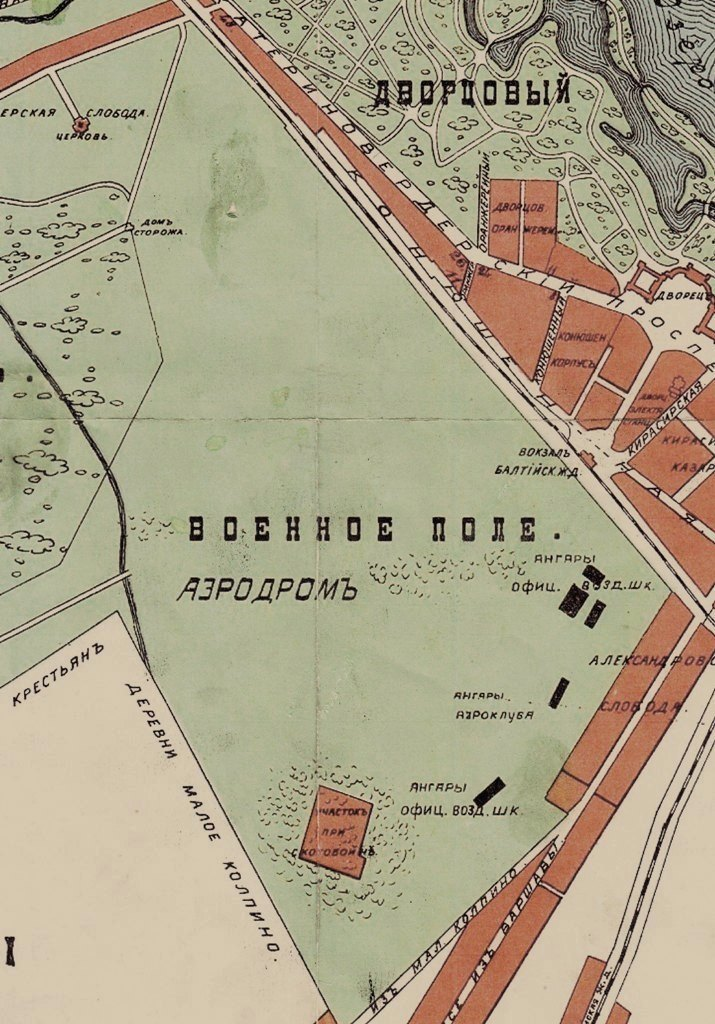
Аэродром на Военном поле Гатчины (план города).

Офицерская воздухоплавательная школа (ОВШ) — военно-учебное заведение русской императорской армии, для подготовки аэронавтов (лётчиков) офицеров воздухоплавательных частей.

## История
Сформирована в 1910 году на базе Учебного воздухоплавательного парка, располагавшегося на Волковом поле на южной окраине Санкт-Петербурга. С мая 1911 года авиационный отдел Школы дислоцировался в Гатчине. Начальник школы — генерал-майор А. М. Кованько.
Первоначально Офицерская воздухоплавательная школа создавалась как школа воздухоплавания. Начальник школы — А. М. Кованько, был энтузиастом воздухоплавания, долгое время не признавал перспективы развития летательных аппаратов тяжелее воздуха. Позицию А. М. Кованько разделял и великий князь Петр Николаевич, августейший шеф Военно-инженерного управления русской армии.

Всеми вопросами воздушного флота ведало тогда Военно-инженерное управление русской армии, а его «августейший шеф», великий князь Петр Николаевич, публично заявлял: «В аэропланы я не верю, будущее не им принадлежит».— Бурче Е.Ф. "Петр Николаевич Нестеров".
В то время было и другое мнение царственных особ:

Воздушный флот России должен быть сильнее воздушных флотов наших соседей. Это следует помнить каждому, кому дорога военная мощь нашей Родины.— Великий князь Александр Михайлович, «К русскому народу», журнал «Тяжелее воздуха», 1912 год, № 6.
Однако бурное развитие авиации вносило коррективы в первоначальные планы. Осенью 1908 года офицеры Школы, капитаны Н. И. Утешев и С. А. Немченко, были командированы во Францию для изучения вопросов применения авиации в армии. 20 декабря 1908 года по инициативе А. М. Кованько были выделены средства на постройку пяти аэропланов в мастерских парка. А к осени 1909 года парк получил разрешение от Министерства императорского двора на устройство на военном поле под Гатчиной аэродрома для испытаний и полётов аэропланов. Рядом с аэродромом, у деревни Сализи, по плану военного ведомства оборудовался учебный полигон воздухоплавательного парка. В апреле 1910 года А. М. Кованько назначил офицера парка Г. Г. Горшкова заведующим Гатчинским аэродромом и выделил в его распоряжение команду солдат, которая сразу приступила к подготовке летного поля. Кроме ангаров на 10—12 самолётов, на окраине аэродрома вырос небольшой городок с мастерскими, бензохранилищем, импровизированной метеостанцией, служебными помещениями. Официально аэродром был открыт 26 марта 1911 года, его начальником был назначен штабс-капитан Г. Г. Горшков. На лётном поле деревни Сализи были возведены причальная мачта и эллинг для дирижаблей.
Великий князь Александр Михайлович обратил внимание на возможное в будущем серьёзное значение авиации в военном деле. По инициативе Великого князя, в марте 1910 года, в составе Особого комитета по восстановлению морского флота был создан Отдел воздушного флота. Перед Отделом была поставлена задача — скорейшего создания воздушного флота, путём

а) обучения офицеров армии и флота, а также, если средства позволят, других лиц искусству летать на приборах тяжелее воздуха;

б) создания запаса самолётов с полным снабжением и оборудованием, в полной готовности для снабжения ими, согласно правилам военного и морского министерств, авиационных отрядов.— Пилоты Его Величества / Сост. Грибанов С. В. — М.: Центрполиграф, 2007. — 382 с.
.
Смена приоритетов происходила и в военном ведомстве, аэростатика уступала место авиации. В сентябре 1910 года, после посещения Всероссийского праздника воздухоплавания, военный министр генерал от кавалерии В. А. Сухомлинов писал в Приказе по Военному ведомству:

"Посетив Всероссийский праздник воздухоплавания, устроенный Императорским Всероссийским аэроклубом осенью сего года, я убедился, что все чины воздухоплавательных частей, на коих была возложена обязанность подготовиться к полётам на аэропланах различных систем, отлично выполнили данные им поручения и обнаружили во время полётов большое искусство в управлении ими, лихость и отвагу.

Вместе с тем с большим успехом провели свою лётную практику и наши управляемые аэростаты, столь же блестяще принявшие участие, наряду с военными аэропланами, на Всероссийском празднике воздухоплавания.

От лица службы благодарю: начальника офицерской воздухоплавательной школы генерал-майора Кованько, офицеров означенной школы: подполковника Ульянина, поручиков Руднева, Горшкова, Матыевича-Мацеевича и состоящих при них мотористов нижних чинов, а также командиров управляемых аэростатов: полковника Нат, подполковника Ковалевского, капитанов Немченко и Голубова, штабс-капитанов Шабского и Таранова-Белозерова, поручика Нижевского, помощников командиров аэростатов, механиков и всех чинов, принимавших участие в подготовительных работах к полётам, в самое короткое время достигнувших столь блестящих результатов, что я отношу к их энергии, настойчивости и любви к делу.

Примерная служба названных чинов даёт мне уверенность, что в самом ближайшем будущем военное воздухоплавание станет в нашей армии на подобающей высоте.

Подписал: военный министр генерал от кавалерии Сухомлинов.— Приказ по Военному ведомству.

Полковник Ульянин Сергей Алексеевич

В 1911 году в Офицерской Воздухоплавательной школе был создан временный авиационный отдел, начальником отдела был назначен подполковник С. А. Ульянин. В 1911 году к авиационному отделу для подготовки в качестве наблюдателей с аэропланов были прикомандированы 10 офицеров переменного состава и 6 офицеров Генерального штаба. Всего в 1911 году в отделе было обучено полётам 10 офицеров, подготовлено наблюдателей из офицеров Генерального штаба 6 человек, ознакомлено с авиационным делом и получили практику полётов 32 офицера переменного состава Офицерской воздухоплавательной школы. Кроме этого обучено ремонту аэропланов — 10 солдат, сборке и регулировке аппаратов — 21 солдат, подготовлено 15 мотористов.
В сентябре 1912 года временный отдел был преобразован в постоянный авиационный отдел. Задача отдела состояла в подготовке офицеров и нижних чинов к службе в авиационных отрядах воздухоплавательных рот и производства опытов и проверок на практике пригодности для военных целей новых летательных аппаратов.

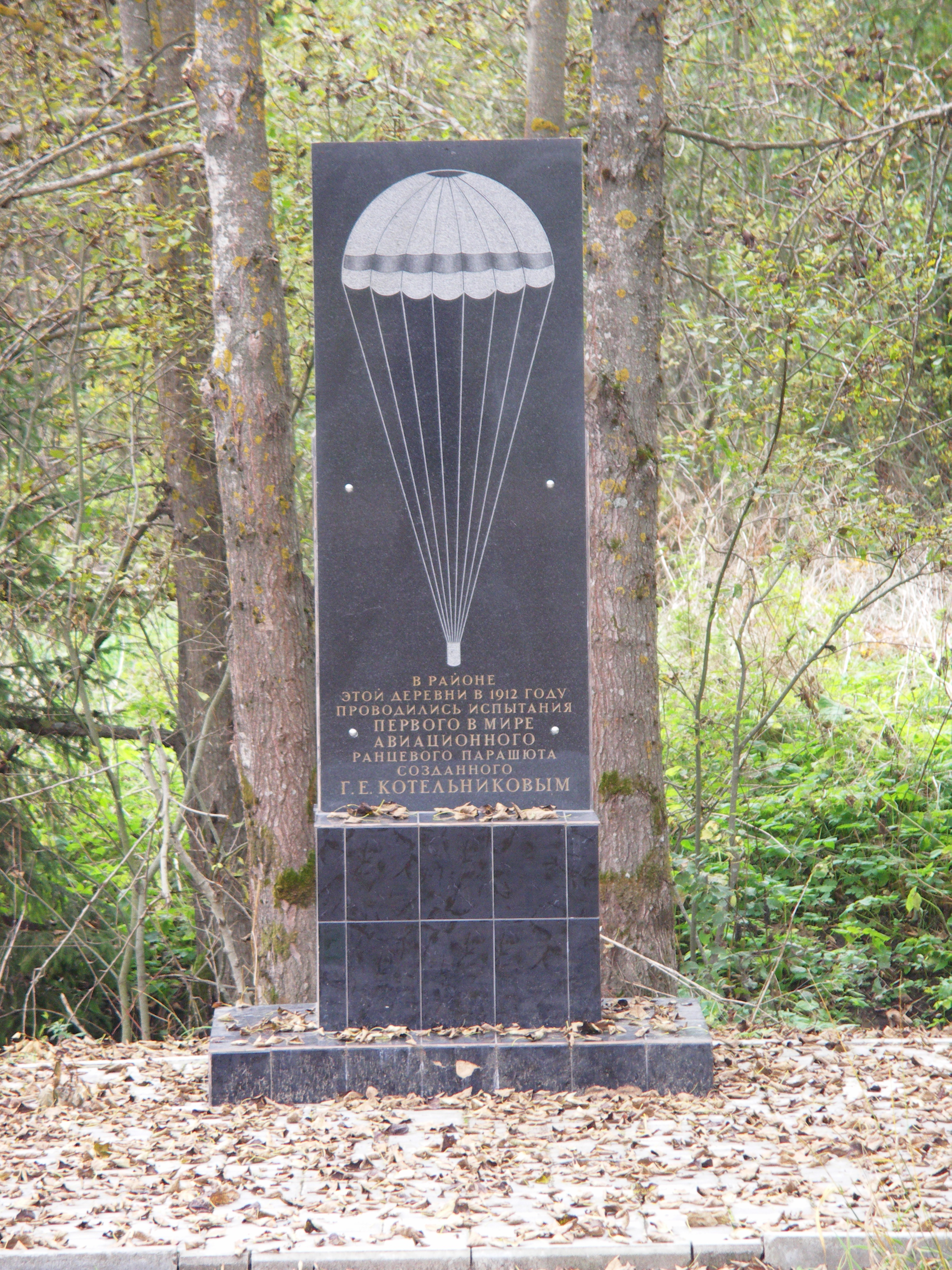
Памятник испытанию РК-1 в Салюзи (Котельниково)

Офицеры воздухоплавательной школы занимались конструкторской деятельностью, их изобретения внесли большой вклад в развитие отечественной авиации. С. А. Ульянин состоял Действительным членом Императорского Русского Технического Общества (ИРТО), занимался проблемами аэрофотосъёмки, в 1908 году он получил патент на изобретение фотографического аппарата для автоматической записи фотограмметрических данных (аппарат использовался до 1920-х годов). В 1915 году он получил патент на принцип дистанционного управления транспортными средствами, а в 1915 году он получил патент на изобретение гироскопа. На Гатчинском аэродроме проводились многие опыты использования авиации в военных манёврах и научных целях. Здесь проводились и первые в России опыты по использованию в авиации беспроволочной связи.
В 1912 году в лагере Офицерской воздухоплавательной школы в Салюзи (Котельниково) был испытан созданный Г. Е. Котельниковым принципиально новый парашют РК-1.

Продолжались в школе и эксперименты по боевому применению дирижаблей. С 15 августа 1912 года Офицерская воздухоплавательная школа провела опыты стрельбы с дирижаблей «Лебедь», «Ястреб», «Альбатрос». Стрельба из ружья-пулемёта «Мадсен» по наземным целям с высоты 600 метров дала неплохие результаты попадания.

### Гатчинская военная авиационная школа
19 июля 1914 года на базе Авиационного отдела Офицерской воздухоплавательной школы была сформирована Гатчинская военная авиационная школа. Начальником школы был назначен С. А. Ульянин, с 13 августа 1917 — капитан Борейко. В 1914—1915 годах в школе обучались 175 лётчиков-офицеров, 57 лётчиков-солдат, 20 офицеров-добровольцев.
В связи с угрозой немецкого наступления на Петроград, было принято решение об эвакуации школы в Самару. Эвакуации подлежали триста самолётов, большое количество запасных частей и моторов, обширное складское хозяйство, ангарное имущество, авиационные мастерские. Первые поезда были отправлены в феврале 1918. Все поезда с имуществом Гатчинской школы до Самары не дошли, так как Самара была захвачена белочехами. Отправленные позже 10 поездов с самолётами и оборудованием были направлены в Егорьевск под Москву. В Егорьевске школа просуществовала до 1924 года, а затем была перевезена в Ленинград.
1 апреля 1918 года Гатчинская школа получила название «Гатчинская социалистическая авиационная школа Рабоче-крестьянского Красного Воздушного Флота». В ней велась подготовка лётчиков разведывательной авиации.

## Состав
- Воздухоплавательный батальон
- Опытная станция
- Испытательная станция

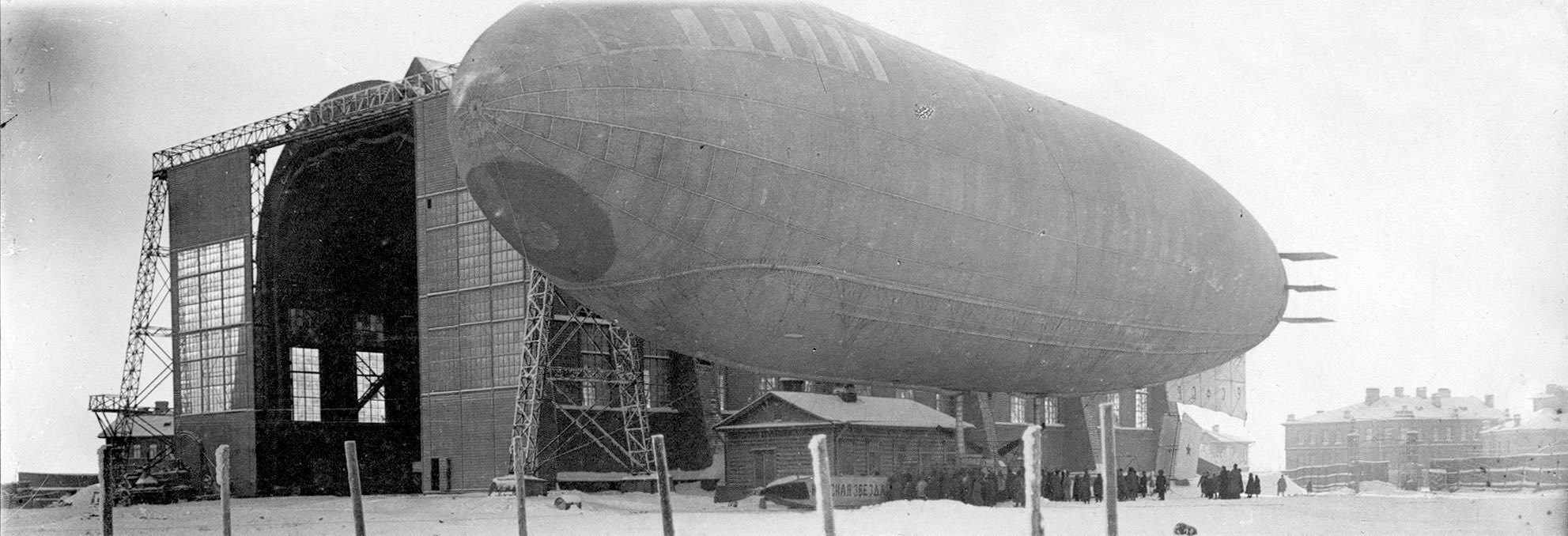
Дирижабль «Красная Звезда» у эллинга школы на Волковом поле (1921 год).

- Центральный склад воздухоплавательного имущества
- Временный авиационный отдел (с 19 июля 1914 года Гатчинская военно-авиационная школа)
- Гатчинский аэродром
- Корпусной аэродром

В 1912 году при ней открыт солдатский класс — по его окончании солдаты получали звание лётчика, но к экзаменам на диплом военного лётчика не допускались. Число слушателей (переменный состав) — 30 человек, ещё 8 человек допускались к занятиям за особую плату.
При школе имелись мастерские, физ., метеологич. и фотокабинеты, эллинги на Волковом поле в Петрограде, два аэродрома в Гатчине.
Школе принадлежала церковь Св. Пророка Илии, освященная в апреле 1899 года и ставшая первым храмом русских авиаторов.
После октябрьской революции (переворота) 1917 года и прихода к власти большевиков, 1 апреля 1918 года школа получила название: Социалистическая авиашкола лётчиков Красного Воздушного Флота и готовила военных пилотов. 29 сентября 1918 года школа была переведена в Зарайск (частично, в Егорьевск) Московской губернии и получила новое наименование: 1-я Московская школа военных лётчиков Красного Воздушного Флота. В марте 1922 года 1-я Московская школа военных лётчиков была переведена в пос. Кача (Крым) и стала основой для создания Качинского высшего военного авиационного училища лётчиков.

## Выпуск
В 1911 году авиационным отделом обучено полётам 10 офицеров, подготовлено наблюдателей из офицеров Генерального штаба 6 человек, ознакомлено с авиационным делом и получили практику полётов 32 офицера переменного состава Офицерской воздухоплавательной школы. Кроме этого обучено ремонту аэропланов — 10 солдат, сборке и регулировке аппаратов — 21 солдат, подготовлено 15 мотористов.
Всего, за период 1910 — 1916 годов авиационным отделом Офицерской воздухоплавательной школы (после 1914 года, Гатчинской военно-авиационной школой) было подготовлено 342 лётчика (269 офицеров и 73 нижних чинов). В 1917 году после февральской революции занятия в школе продолжались, но с перерывами в снабжении самолётами, моторами, запчастями и ГСМ. Последним выпуском школы был 14-й набор; 15-й и 16-й наборы школу уже не закончили.

## Знаменитые выпускники

Барельеф на стеле «Город воинской славы» в Гатчине

- А. Я. Абакуменко
- М. С. Бабушкин
- Т. С. Боровой
- К. А. Васильев
- А. Н. Вегенер
- Т. Ф. Галецкий
- А. А. Казаков
- К. А. Калинин
- Н. И. Корицкий
- П. М. Крицкий
- Б. В. Матыевич-Мацеевич
- Я. И. Нагурский
- П. Н. Нестеров
- С. К. Модрах
- и другие.

См. также Категория:Выпускники Офицерской воздухоплавательной школы

## Нагрудный знак
По окончании ОВШ выпускникам-офицерам вручался нагрудный офицерский знак:
- Военный лётчик. Учреждён 13 ноября 1913 года. Представлял собой серебряный оксидированный венок из дубовых и лавровых листьев с двумя скрещенными мечами на нём. На мечи наложены крылья и щит под императорской короной. На щите государственный герб. Высота знака 32 мм, ширина 45 мм. Знак носился на левой стороне груди на мундире, вицмундире, сюртуке, кителе по середине расстояния от талии до воротника. Право на ношение знака имели офицеры успешно окончившие теоретический и практический курс авиационного отдела офицерской воздухоплаватльной школы или офицерской школы авиации отдела воздушного флота.
- Военный лётчик-наблюдатель. Учреждён 21 марта 1916 года. Представлял собой серебряный оксидированный венок из дубовых и лавровых листьев с двумя скрещенными мечами на нём, рукоятки мечей золотые. На мечи наложены серебряные оксидированные крылья, подзорная труба и золотой щит под императорской короной. На щите вензель Николая II. Высота знака 36 мм, ширина 42 мм. Знак носится на левой стороне груди на мундире, вицмундире, сюртуке, кителе по середине расстояния от талии до воротника. Право на ношение знака имеют офицеры успешно окончившие теоретический и практический курс авиационного отдела офицерской воздухоплавательной школы или офицерской школы авиации отдела воздушного флота.
- Военный лётчик-наблюдатель Генерального штаба. Учреждён 21 марта 1916 года. Представляет собой золотой венок из дубовых и лавровых листьев с двумя серебряными скрещенными мечами на нём, рукоятки мечей золотые. На мечи наложены серебряные оксидированные крылья, подзорная труба и золотой щит под императорской короной. На щите вензель Николая II. Высота знака 36 мм, ширина 42 мм. Знак носился на левой стороне груди на мундире, вицмундире, сюртуке, кителе по середине расстояния от талии до воротника. Право на ношение знака имели офицеры, имеющие образование академии Генерального штаба успешно окончившие теоретический и практический курс авиационного отдела офицерской воздухоплавательной школы или офицерской школы авиации отдела воздушного флота.

## Церковь во имя Илии Пророка

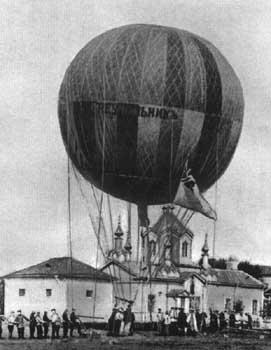
Церковь во имя св. пророка Илии при Офицерской воздухоплавательной школе.

Деревянная церковь во имя Илии Пророка была построена на территории Воздухоплавательного парка в 1899 году с благословения протопресвитера военного и морского духовенства и отца Иоанна Кронштадтского. Иоанн Кронштадтский пожертвовал на построение новой церкви 700 рублей. 4 апреля 1899 года церковь была освящена военным протопресвитером А. А. Желобовским во имя Илии Пророка — покровителя воздухоплавателей.
Перед правым клиросом в церкви стояла храмовая икона Святого Пророка Илии — покровителя российского воздухоплавания. В Ильин день — 2 августа первые воздухоплаватели отмечали свой профессиональный праздник. На иконе была начертаны слова 90 псалма: «И ангелом Своим заповесть».
В 1922 году церковь закрыли и передали под клуб Высшей воздухоплавательной школы. В конце 1920-х годов церковное здание было снесено.

## См. также

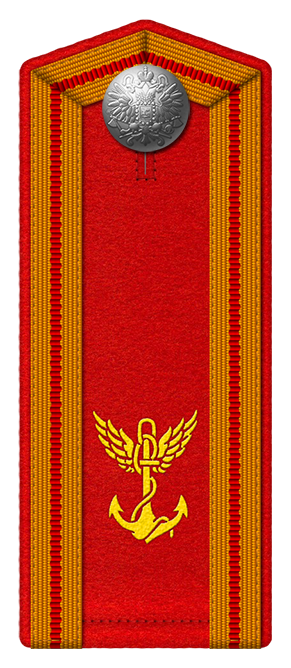
Погон рядового учебной части